# 9:06
9:06 é um filme de drama esloveno de 2009 dirigido e escrito por Igor Šterk. Foi selecionado como representante da Eslovênia à edição do Oscar 2010, organizada pela Academia de Artes e Ciências Cinematográficas.

## Elenco
- Silva Cusin - Ex-esposa
- Labina Mitevska - Milena
- Pavle Ravnohrib - Tine
- Igor Samobor - Dusan